# Symphonia (bướm đêm)
Symphonia là một chi bướm đêm thuộc họ Crambidae.

## Các loài
Chi này có các loài sau đây:
- Symphonia albioculalis
- Symphonia leucostictalis
- Symphonia marionalis
- Symphonia multipictalis
- Symphonia nymphulalis
- Symphonia synophanoses